# Angelika Schöne-Denkinger
Angelika Schöne-Denkinger (* als Angelika Schöne im 20. Jahrhundert) ist eine deutsche Klassische Archäologin.
Angelika Schöne wurde 1987 mit einer Arbeit zum Thema Der Thiasos. Eine ikonographische Untersuchung über das Gefolge des Dionysos in der attischen Vasenmalerei des 6. und 5. Jahrhunderts v. Chr. an der Universität Heidelberg promoviert. Von 1987 bis 1991 war sie wissenschaftliche Hilfskraft für die Kerameikos-Grabung an der Abteilung Athen des Deutschen Archäologischen Instituts. Später ist sie vor allem als Spezialistin für attische Keramik und Vasenmalerei in Erscheinung getreten. Seit 2009 hat sie als wissenschaftliche Mitarbeiterin der Bayerischen Akademie der Wissenschaften vier Bände des Corpus Vasorum Antiquorum Deutschland mit Vasen aus der Antikensammlung Berlin publiziert, wo sie für dieses Projekt zur wissenschaftlichen Erschließung des Vasenbestandes tätig ist, und hat auch darüber hinaus an Ausstellungen wie „Die Rückkehr der Götter – Berlins verborgener Olymp“ des Museums mitgewirkt.

## Schriften
- Der Thiasos. Eine ikonographische Untersuchung über das Gefolge des Dionysos in der attischen Vasenmalerei des 6. und 5. Jahrhunderts v. Chr. (= Studies in Mediterranean archaeology and literature. Band 55). Åström, Göteborg 1987, ISBN 91-86098-62-4.
- Redaktion mit Klaus Rheidt und Annette Nünnerich-Asmus: Archäologische Entdeckungen. Die Forschungen des Deutschen Archäologischen Instituts im 20. Jahrhundert. 2 Bände (= Zaberns Bildbände zur Archäologie/Sonderbände der Antiken Welt). Philipp von Zabern, Mainz 2000, ISBN 3-8053-2565-7 (Band 1) und ISBN 3-8053-2626-2 (Band 2).
- Corpus Vasorum Antiquorum Deutschland. Band 86: Antikensammlung Berlin, Band 12: Attisch-rotfigurige Mischgefäße. Böotisch-rotfigurige Kratere. C. H. Beck, München 2009, ISBN 978-3-406-59319-2.
- Corpus Vasorum Antiquorum Deutschland. Band 95: Antikensammlung Berlin, Band 15: Attisch rotfigurige und schwarzgefirnisste Peliken, Loutrophoren und Lebetes Gamikoi. C. H. Beck, München 2014, ISBN 978-3-406-66145-7.
- Corpus Vasorum Antiquorum Deutschland. Band 103: Antikensammlung Berlin, Band 18: Attisch rotfigurige Kannen und plastische Gefäße. C. H. Beck, München 2018, ISBN 978-3-406-72217-2.
- Corpus Vasorum Antiquorum Deutschland. Band 109: Antikensammlung Berlin, Band 19: Attisch schwarzfigurige Olpen, Oinochoen, Skyphoi und Kyathoi. C. H. Beck, München 2022, ISBN 978-3-7696-3786-1.

## Belege
1. ↑  Archäologischer Anzeiger 1988, S. 765; Archäologischer Anzeiger 1992, S. 683. 733.
2. ↑  Seite bei der Bayerischen Akademie der Wissenschaften.
3. ↑  Staatliche Museen zu Berlin: Staatliche Museen zu Berlin: Vasenforschung (CVA). Abgerufen am 9. November 2021.

| Personendaten    | Personendaten                   |
| ---------------- | ------------------------------- |
| NAME             | Schöne-Denkinger, Angelika      |
| ALTERNATIVNAMEN  | Schöne, Angelika                |
| KURZBESCHREIBUNG | deutsche Klassische Archäologin |
| GEBURTSDATUM     | 20. Jahrhundert                 |